# トマス・エルセサー
トマス・エルセサー（Thomas Elsaesser 1943年6月22日 - 2019年12月4日）は、ドイツの比較文学者・映画研究者。アムステルダム大学教授を長くつとめ、英語圏におけるドイツ映画の世界への紹介に尽力した。とくにメロドラマ映画の研究に新基軸を切り拓いた業績で知られる。

## 概要
1943年にベルリンで生まれ、60年代にかけてイギリスのサセックス大学やパリのソルボンヌ大学などで英語・英文学を学ぶ。1971年にミシュレとカーライルの研究で博士号を取得後、ロンドンで雑誌編集者として勤務。このとき著名な映画評論家だったピーター・ウォーレン（英語版）の知己を得たほか、英国映画協会からの支援で映画研究を開始する。このときにハリウッドのメロドラマ映画を分析した論文（「響きと怒りの物語」1972）を発表、世界的に大きな注目を集めた。
1972年から76年までイースト・アングリア大学で比較文学を講義。この間も映画研究を継続し、1976年には、学部から博士課程までの制度を整備したイギリスで最初の映画研究拠点を同大学に設立した。
1991年にアムステルダム大学へ招聘されると、ここにも映画TV学科を新設、2000年まで学科長をつとめた。以後、アメリカの大学システムにならった新しい映画研究の施設や研究プログラム、書籍出版制度などを相次いで立ち上げ、ヨーロッパにおける映画研究の主要人物の一人とみなされるようになった。この間にエルセサーの関心は映画全体に拡がったが、とくにワイマール期のドイツ映画に関する研究が高く評価されている。
2000年代に入るとエルセサーの名声は高まり、2007年にはケンブリッジ大学、2011年頃にはイェール大学、2013年にはコロンビア大学で、それぞれ招聘を受けて客員教授となっている。この中でエルセサーは国際的な共同研究を数多く主宰し、映画理論から作家研究、ビデオアートやニューメディア、ワイマール期の実証研究まで幅広い分野で後進を育て、研究成果の出版を後押しした。
中国の学界もエルセサーの招聘に強い関心を示していたが、初の中国訪問となる2019年12月に滞在先の北京で、心臓発作のため急逝した。享年76。

## 主要著作
- New German Cinema: A History (1989, Basingstoke: Macmillan and Rutgers University Press; reprinted 1994)
- Early Cinema: Space Frame Narrative (1990, edited: London: British Film Institute and Indiana University Press)
- Weimar Cinema and After (2000, London: Routledge)
- The Mind-Game Film: Distributed Agency, Time Travel, and Productive Pathology. (2021, New York: Routledge)